# Estación de Posadas
Posadas es una estación ferroviaria situada en el municipio español de Posadas, en la provincia de Córdoba, comunidad autónoma de Andalucía. Dispone de servicios de media Distancia. Las instalaciones se encuentran situadas dentro del núcleo de población, en la plaza de la Estación.

## Situación ferroviaria
Las instalaciones ferroviarias se encuentran situadas en el punto kilométrico 472,5 de la línea férrea de ancho ibérico Alcázar de San Juan-Cádiz, a 90 metros de altitud, entre las estaciones de Almodóvar del Río y de Hornachuelos. El trazado es de vía única y está electrificado.

## Historia
La estación fue abierta al tráfico el 5 de marzo de 1859 con la puesta en marcha del tramo Lora del Río-Córdoba de la línea que pretendía unir Sevilla con Córdoba. Las obras y la explotación inicial de la concesión corrieron a cargo de la Compañía del Ferrocarril de Córdoba a Sevilla que se constituýó a tal efecto. En 1875, MZA compró la compañía para unir la presente línea al trazado Madrid-Córdoba, logrando unir así Madrid con Sevilla. En 1941, tras la nacionalización de la red ferroviaria de ancho ibérico, las instalaciones pasaron a formar parte de la recién creada RENFE. Desde enero de 2005, con la división de RENFE, el ente Adif es la titular de las instalaciones ferroviarias mientras que Renfe Operadora explota la línea.

## Servicios ferroviarios

### Media Distancia
Los servicios de Media Distancia de Renfe Operadora tienen con principales destinos las ciudades de Sevilla, Córdoba, Jaén y Cádiz. En este último caso la línea 66 se solapa con la línea 65.
| Línea MD | Trenes | Origen/Destino |  | Destino/Origen |
| -------- | ------ | -------------- |  | -------------- |
| 66       | MD     | Sevilla Cádiz  |  | Jaén Córdoba   |